# Passage Geffroy-Didelot
Pour les articles homonymes, voir Didelot.
Le passage Geffroy-Didelot est une voie du 17e arrondissement de Paris, en France.

## Situation et accès
Le passage Geffroy-Didelot est situé dans le 17e arrondissement de Paris. Il débute au 90, boulevard des Batignolles et se termine au 117, rue des Dames.

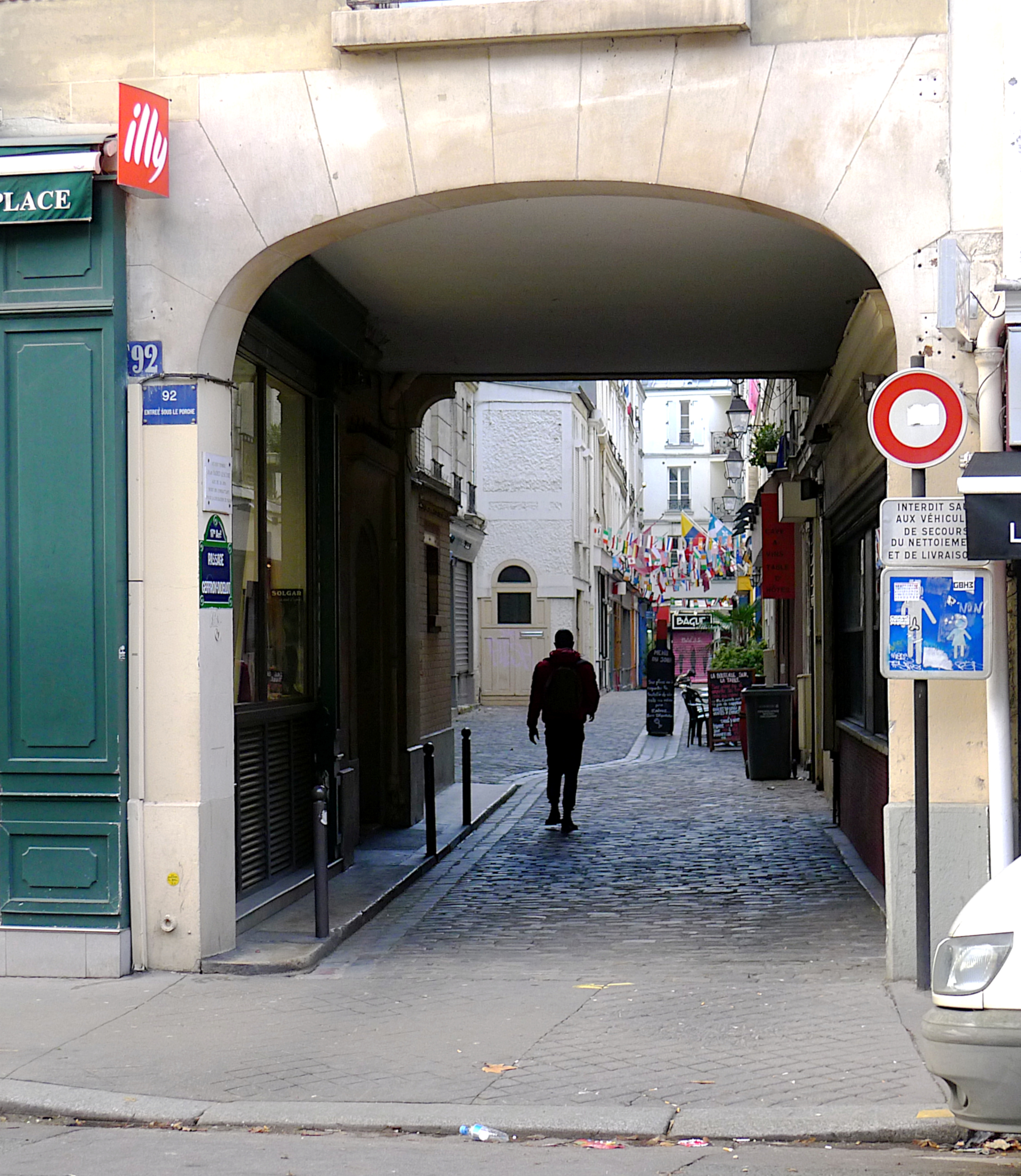
Entrée du passage Geffroy-Didelot, côté boulevard des Batignolles.
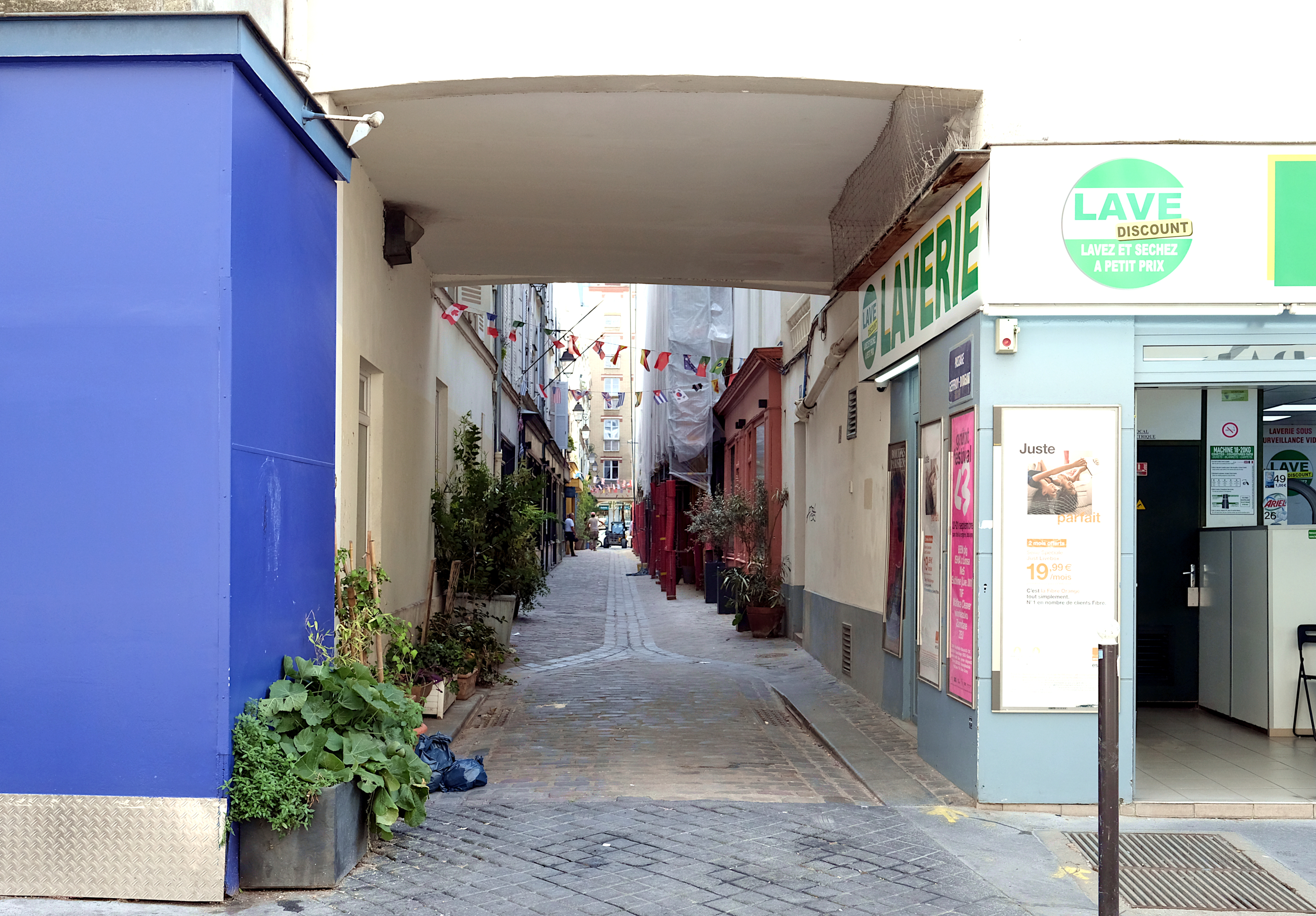
Entrée du passage Geffroy-Didelot, côté rue des Dames.

## Origine du nom
La rue tire son nom de celui d'un ancien propriétaire, M. Geffroy-Didelot.

## Historique

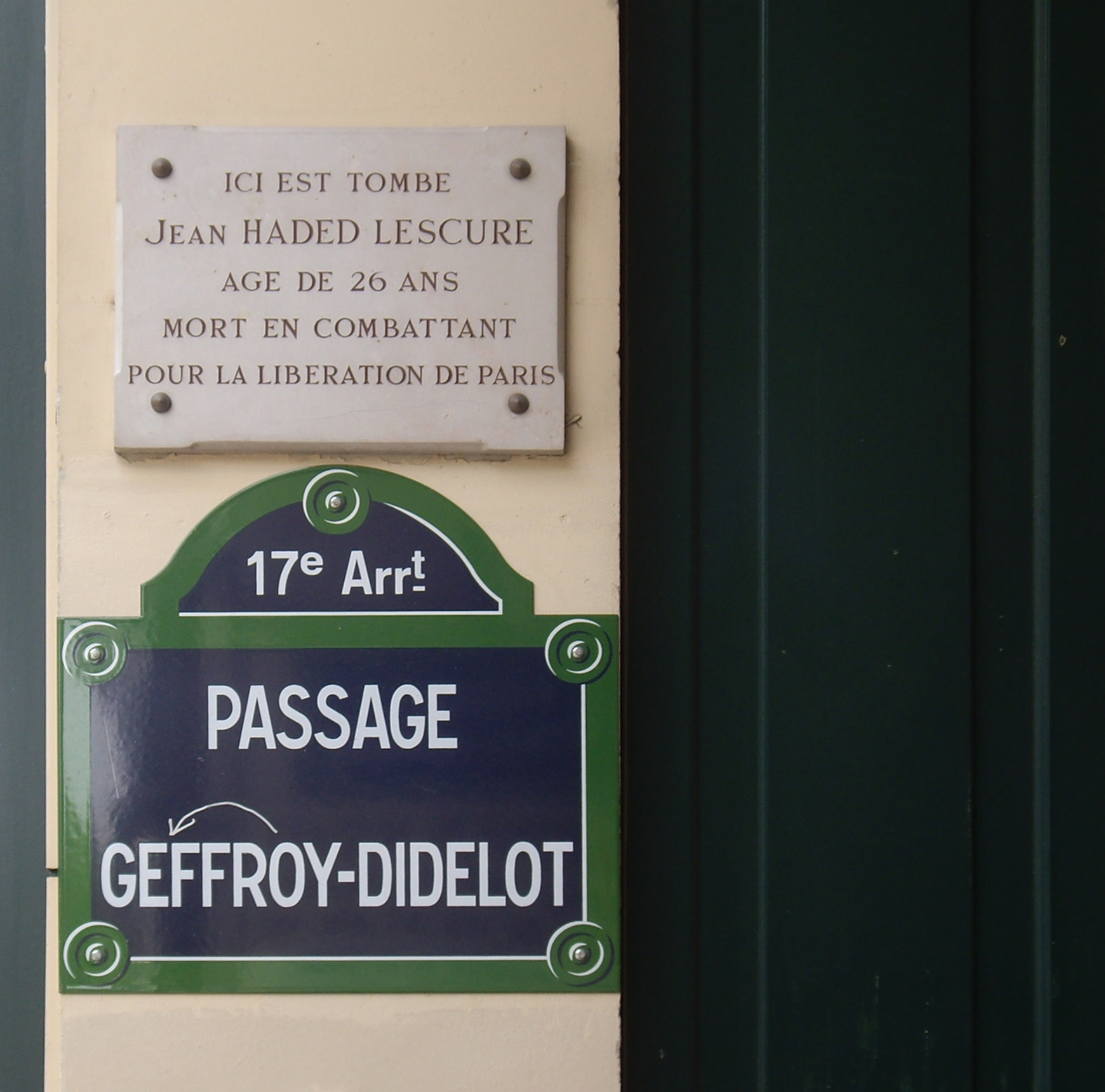
Plaque de rue du passage Geffroy-Didelot.

Cette voie ouverte en 1843 était située dans l'ancienne commune des Batignolles jusqu'à son rattachement à la voirie parisienne par un décret du 23 mai 1863.
Le 11 octobre 1914, durant la première Guerre mondiale, une bombe explose à l'angle du passage Geffroy-Didelot et du boulevard des Batignolles lors d'un raid effectué par des avions allemands.